# Ageratella microphylla
Ageratella microphylla es una especie de planta fanerógama perteneciente a la familia Asteraceae.  Es originaria de México.

## Taxonomía
Ageratella microphylla fue descrita por (Sch.Bip.) A.Gray ex S.Watson  y publicado en Proceedings of the American Academy of Arts and Sciences 22: 419. 1887.
Variedades
- Ageratella microphylla var. palmeri A.Gray

Sinonimia
- Ageratella palmeri (A.Gray) B.L.Rob.
- Ageratum microphyllum Sch.Bip.	basónimo
- Decachaeta seemannii Benth. & Hook.f.[3]